# Sibusiso Khumalo (cầu thủ bóng đá, sinh 1989)
Sibusiso Khumalo (sinh ngày 7 tháng 9 năm 1989 ở Durban, KwaZulu-Natal) là một hậu vệ bóng đá người Nam Phi cho câu lạc bộ Premier Soccer League SuperSport United.
Anh đến từ KwaMashu gần Durban. Anh ký hợp đồng cho Kaizer Chiefs tháng 7 năm 2016.